# Alfred Russel Wallace
Alfred Russel Wallace OM FRS (8 de gener del 1823 - 7 de novembre del 1913) fou un naturalista, explorador, geògraf, antropòleg, biòleg i il·lustrador britànic. És conegut sobretot per desenvolupar independentment el concepte de la teoria de l'evolució per selecció natural. El seu article sobre aquest tema, publicat el 1858 juntament amb alguns escrits de Charles Darwin, fou el revulsiu que conduí aquest últim a deixar de banda el «gran llibre de les espècies» que estava preparant i redactar-ne a marxes forçades un resum que sortiria el 1859 amb el títol de L'origen de les espècies.

## Biografia
Alfred Russel Wallace, a diferència de Charles Darwin que formava part de l'aristocràcia i va poder-se dedicar a l'estudi tota la vida, venia d'una família humil i va haver de guanyar-se la vida recollint fòssils i exemplars d'espècies animals i vegetals, que després venia. Això li va permetre viatjar pel món. També va ser compromès amb les idees socialistes i va criticar les desigualtats causades per la revolució industrial.
El 1855 Wallace va publicar un article titulat On the law which has regulated the introduction of new species, on defensava el fet de l'evolució, tot i que sense arribar a atribuir-li una causa.
Tres anys després, un nou article (On the tendency of varieties to depart indefinitely from the original type) proposava la selecció natural com el mecanisme explicatiu de la transmutació de les espècies. Wallace va remetre l'article a Darwin per a la seva revisió. Quan aquest el va llegir, es va trobar amb el que va qualificar com el millor resum imaginable de les idees que ell mateix gestava des de feia més de vint anys.
Després de consultar-ho amb el mateix Wallace i amb Charles Lyell, aquest darrer va realitzar una presentació pública davant la Societat Linneana de Londres, l'1 de juliol de 1858, dels postulats sobre l'origen de les espècies, acreditant Darwin i Wallace com a co-descobridors.
Wallace va ser un naturalista viatger, com molts altres en la seva època. Va acompanyar, per exemple Henry Bates a l'Amazones.
Entre 1854 i 1862, època del descobriment de la selecció natural, va viatjar per Insulíndia (arxipèlags del sud-est asiàtic) recollint espècimens.

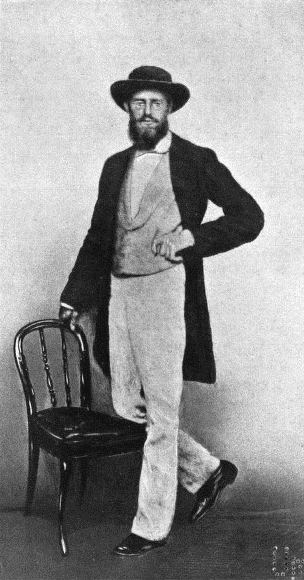
Una fotografia de Wallace presa a Singapur el 1862.

El 1862, Wallace va tornar a Anglaterra, on es va traslladar amb la seva germana Fanny Sims i el seu marit Thomas. Mentre es recuperava dels seus viatges, Wallace va organitzar les seves col·leccions i va donar nombroses conferències sobre les seves aventures i descobriments a societats científiques com la Societat Zoològica de Londres. Més tard aquell any, va visitar Darwin a Down House, i va fer amistat tant amb Lyell com amb el filòsof Herbert Spencer. Durant la dècada de 1860, Wallace va escriure articles i va donar conferències defensant la selecció natural. Va mantenir correspondència amb Darwin sobre temes com selecció sexual, coloració d'advertència i el possible efecte de la selecció natural sobre la hibridació i la divergència d'espècies. El 1865, va començar a investigar l'espiritualisme.
Després d'un any de festeig, Wallace es va comprometre el 1864 amb una dona jove a la qual, a la seva autobiografia, només identificaria com a Miss L. Miss L. era filla de Lewis Leslie que jugava als escacs amb Wallace, però per a gran consternació de Wallace, va trencar el compromís. El 1866, Wallace es va casar amb Annie Mitten. Wallace havia estat presentat a Mitten pel botànic Richard Spruce, que s'havia fet amic de Wallace al Brasil i que era amic del pare d'Annie Mitten, William Mitten, un expert en molses. El 1872, Wallace va construir-se una casa de formigó, en uns terrenys que va arrendar a Grays a Essex, on va viure fins a 1876. Els Wallace tenien tres fills: Herbert (1867-1874), Violet (1869-1945) i William (1871-1951).
Wallace va recollir les seves experiències al llibre The Malay Archipelago (L'arxipèlag malai), publicat el 1869. Una aportació important d'aquest període és la definició de l'anomenada línia de Wallace, un límit biogeogràfic molt precís que separa regions molt diferenciades florística i faunísticament, i que passa entre les illes de la Sonda, Nova Guinea, i les Cèlebes, per un costat, i Java, Borneo i Filipines per l'altre. Wallace és considerat un dels pares de la biogeografia.
Wallace va desenvolupar amb el temps una tendència mística que va condicionar la seva interpretació del procés evolutiu, sobretot pel que fa a l'evolució humana, i es va anar interessant cada vegada més per l'espiritualisme.
El 1894 va rebre la Medalla Linneana, i el 1908 la Medalla Darwin-Wallace, ambdues d'or. Va morir el 1913.

## Llegat i percepció històrica

### Honors

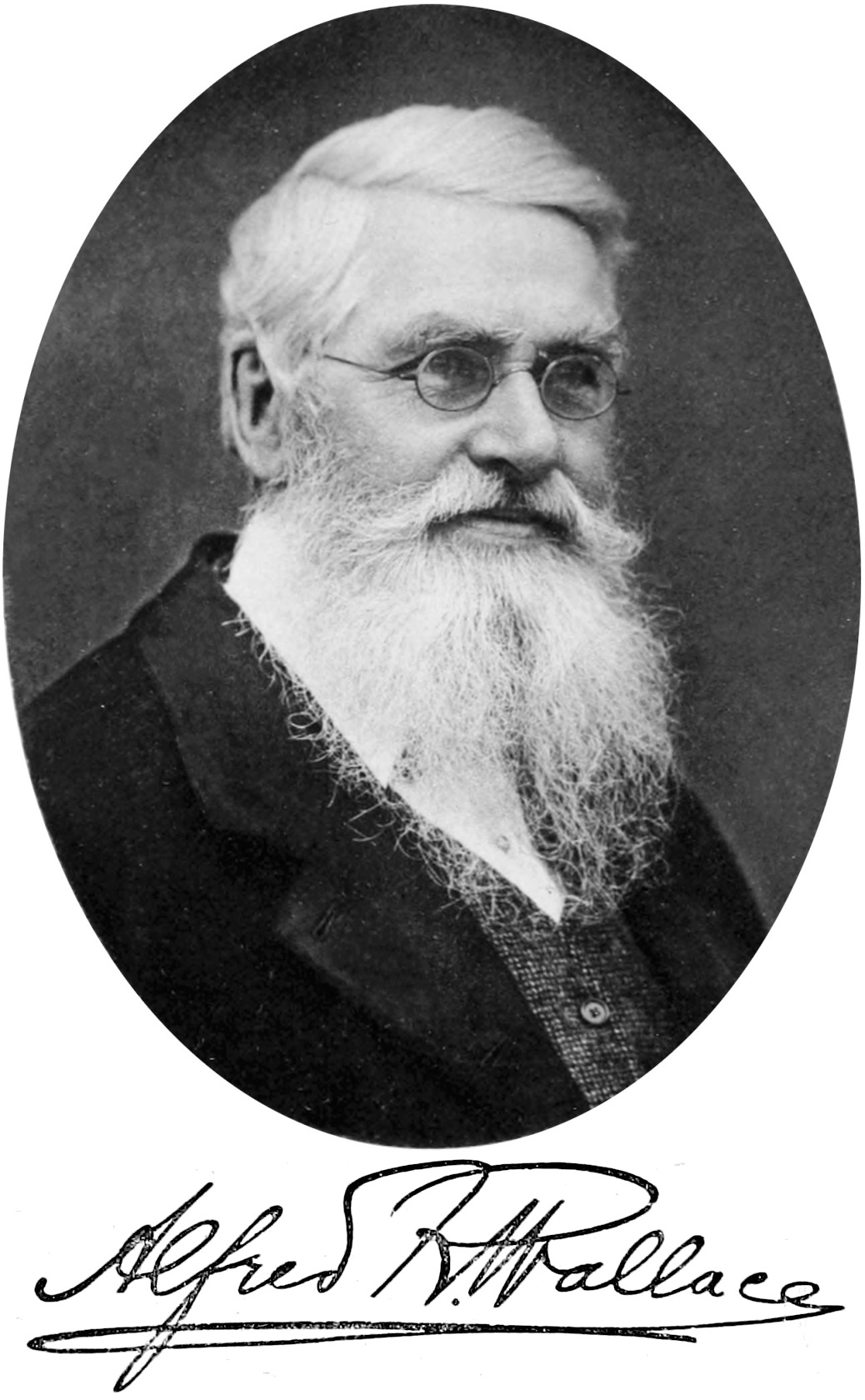
Wallace i la seva signatura al frontispici de Darwinism (1889).

Com a resultat dels seus escrits, Wallace es va convertir en una figura coneguda tant com a científic com com a activista social, i sovint va ser buscat per les seves opinions. Va esdevenir president de la secció d'antropologia de la British Science Association el 1866, i de l'Entomological Society de Londres el 1870. Va ser elegit per a la Societat Filosòfica Americana el 1873. La British Association el va escollir com a cap de la seva secció de biologia el 1876. Va ser elegit membre de la Royal Society el 1893. Se li va demanar que presidís la reunió del Congrés Internacional d'Espiritualistes a Londres el 1898. Va rebre doctorats honoris causa i honors professionals, com la Medalla Reial de la Royal Society el 1868 i la seva Medalla Darwin el 1890, i l'Orde del Mèrit el 1908.

### Obscuritat i rehabilitació
La fama de Wallace es va esvair ràpidament després de la seva mort. Durant molt de temps, va ser tractat com una figura relativament obscura en la història de la ciència. Les raons d'aquesta falta d'atenció poden haver inclòs la seva modèstia, la seva voluntat de defensar causes impopulars sense tenir en compte la seva pròpia reputació, i el malestar de bona part de la comunitat científica amb algunes de les seves idees poc convencionals. La raó per la qual la teoria de l'evolució s'atribueix popularment a Darwin és probablement l'impacte d'On the Origin of Species de Darwin.
Recentment, Wallace s'ha fet més conegut, amb la publicació d'almenys cinc biografies de llibres i dues antologies dels seus escrits publicats des de l'any 2000. Es manté una pàgina web dedicada a la beca Wallace a Western Kentucky University. En un llibre de 2010, l'ecologista Tim Flannery va argumentar que Wallace va ser «el primer científic modern que va comprendre com n'és d'essencial la cooperació per a la nostra supervivència», i va suggerir que la comprensió de Wallace de la selecció natural i el seu treball posterior sobre l'atmosfera hauria de ser vist com un precursor del pensament ecològic modern. Una col·lecció de les seves medalles, inclosa l'Orde del Mèrit, es va vendre a una subhasta per 273.000 £ el 2022.

## Obra
Wallace va ser un autor prolífic. A 2002 un historiador de la ciència va publicar una anàlisi quantitativa de les publicacions de Wallace. Va trobar que Wallace havia publicat 22 llibres i almenys 747 publicacions menors, 508 de les quals van ser en revistes científiques, 191 a la revista Nature. Les 747 publicacions menors es divideixen en temes de la manera següent: 29 % sobre biogeografia i història natural, 27 % sobre teoria de l'evolució, 25 % sobre comentaris socials, 12 % sobre antropologia i 7 % sobre espiritisme i frenologia.

### Llibres
- Wallace, A. R.. Palm trees of the Amazon and their uses..  Londres: John Van Voorst, 1853, p. 129 [Consulta: 27 març 2023].
- Wallace, A. R.. A Narrative of Travels on the Amazon and Rio Negro.  Londres: Reeve and Company, 1853, p. 541 [Consulta: 27 març 2023].
- Wallace, A. R.. The Malay Archipelago.  Londres: Macmillan and Company, 1869, p. 478 (vol. I), 524 (vol. II) [Consulta: 27 març 2023].
- Wallace, A. R.. Contributions to the Theory of Natural Selection. 2ª.  Londres: Macmillan and Company, 1870, p. 384 [Consulta: 27 març 2023].
- Wallace, A. R.. The Geographical Distribution of Animals.  Londres: Macmillan and Company, 1876, p. 503 (vol.I), 607 (vol. II) [Consulta: 27 març 2023].
- Wallace, A. R.. Tropical Nature, and Other Essays.  Londres: Macmillan and Company, 1878, p. 356 [Consulta: 27 març 2023].
- Wallace, A. R.. Island Life.  Londres: Macmillan and Company, 1880, p. 526 [Consulta: 27 març 2023].
- Wallace, A. R.. Darwinism: An Exposition of the Theory of Natural Selection, with Some of Its Applications.  Londres: Macmillan and Company, 1889, p. 494 [Consulta: 27 març 2023].
- Wallace, A. R.. My Life.  Londres: Chapman & Hall, 1905, p. 435 (vol.I), 459 (vol. II) [Consulta: 27 març 2023].

### Articles
- «On the Monkeys of the Amazon.» (1853) Especula amb l'efecte dels rius i d'altres accidents geogràfics en la distribució d'espècies properes i relacionades.[28]
- «On the Law Which Has Regulated the Introduction of New Species.» (1855) Opinions de Wallace sobre les lleis que governen la distribució d'espècies properes i relacionades i la implicació d'aquestes lleis a la transmutació de les espècies.[29]
- «On the Tendency of Varieties to Depart Indefinitely From the Original Type», (1858). Article sobre selecció natural enviat per Wallace a Darwin.[30]
- «On the Zoological Geography of the Malay Archipelago.» (1859) Conté la primera descripció de la línea de Wallace.[31]
- «Remarks on the Rev. S. Haughton's Paper on the Bee's Cell, And on the Origin of Species.» (1863) Defensa de Wallace de l'Origen sobre el tema de l'evolució de la cel·la hexagonal de les abelles.[32]
- «On the Physical Geography of the Malay Archipelago.» (1863) Article sobre geografia i la possible història geogràfica d'Indonèsia, amb conclusions sobre la importància de la biogeografia i la biodiversitat que són sovint citades en els cercles conservacionistes moderns.[33]
- «On the phenomena of variation and geographical distribution as illustrated by the Papilionidae of the Malayan region.» (1864). Monogràfic sobre famílies de papallones indonèsies amb inclusió de diferents tipus de variabilitat incloent variació individual, formes polimòrfiques, races geogràfiques, variació influïda per condicions locals i espècies properes relacionades.[34]
- «English and American Flowers.» (1891). Conté especulacions sobre com les glaciacions poden haver afectat la distribució de la flora i fauna de muntanya a Amèrica del Nord i Euràsia.[35]